# Базилевич Михайло Андрійович
Михайло Андрійович Базилевич (1862–1940) — український фізик, педагог, професор.

## Біографія
Михайло Андрійович Базилевич народився 10 (22) листопада 1862 року у с. В'юнище Переяславського повіту Полтавської губернії.
У 1885 році закінчив Новоросійський університет.
В 1886—1920 роках виклада фізику й математику у середніх навчальних закладах Єлісаветграда, Мелітополя, Катеринослава, Одеси.
З 1920 року працював  в Одеському інституті народної освіти. Присвоєно вчене звання професора. Завідував кафедрою фізики. Створив при кафедрі фізичний кабінет.
В 1930—1938 роках був професором, завідувачем кафедри фізики Одеського педагогічного інституту.
Одночасно в 1930—1933 роках викладав в Одеському фізико-хіміко-математичному інституті.
Помер у 1940 році в м. Одеса.

## Наукова діяльність
З 1926 року проводив дослідницьку роботу  у галузі кристалографії в Одеському фізичному інституті, завідував бібліотекою.  Займався питаннями методики викладання  фізики в загальноосвітній школі. 

##### Праці
- Про вплив електричного поля на кристалізацію перестужених рідин. // Записки державного фізичного інституту в м. Одесі. — 1928. — Т.1, вип.1.  —  С. 19 - 25.
- Вплив електричного поля на кристалізацію перестуджених течій// Українські фізичні записки.  — 1931.   — Т. 2, зошит 3.  — С. 17 - 23.

- Про контактну різницю тисків у середині пористих тіл. // Українські фізичні записки. — 1937. — Т. 6, вип. 1- 2.  — С. 63 - 73.